# Iris Pharma
 (octobre 2021).
Iris Pharma est une société de recherche sous-contrat (appelé aussi Contract research organization ou CRO) française, spécialisée dans la recherche préclinique et clinique dans le domaine de l'ophtalmologie.
Fondée en 1989 par le Dr Pierre-Paul Elena et dirigée depuis 2015 par Yann Quentric, Iris Pharma propose depuis plus de 30 ans ses services dans le développement de médicaments ophtalmologiques et de dispositifs médicaux oculaires aux industries pharmaceutiques, aux sociétés de biotechnologie et aux instituts de recherche à l'échelle mondiale. 
Ayant participé au développement de plus de 70 médicaments et dispositifs médicaux oculaires aujourd’hui sur le marché international, Iris Pharma est reconnu comme étant un acteur essentiel et un expert de référence au sein de la communauté ophtalmologique.

## Histoire
- 1989 : Fondation d'Iris Pharma par Pierre-Paul Elena, PhD.
- 2007 : Iris Pharma fusionne avec Clirophtha[2], société de service spécialisée dans la recherche clinique en ophtalmologie depuis 1994.
- 2008 : Ouverture de nouveaux locaux au sein de l'Institut de la Vision à Paris [3],[4]
- 2015 : Yann Quentric devient Président d'Iris Pharma tandis que Pierre-Paul Elena devient Président du Conseil de Surveillance et Directeur Scientifique d'Iris Pharma[5].

## Services
- Recherche préclinique
- Essais cliniques
- Bioanalyse
- Formulation préclinique
- Conseil stratégique